# Union (Puya)
Union è il terzo album in studio del gruppo musicale portoricano Puya, pubblicato il 12 giugno 2001 dalla MCA Records.

## Tracce
1. Ride – 3:52
2. People – 3:30
3. Erizo – 2:30
4. Socialize – 3:50
5. Numbed – 3:10
6. Bridge – 4:04
7. Si aja – 5:40
8. No Interference – 5:58
9. Semilla – 1:09
10. Matter of Time – 3:03
11. Pa' ti pa' mi – 4:42
12. Ahorake – 6:56
13. Unión – 16:39

## Formazione
- Sergio Curbelo - voce, percussioni
- Ramón Ortíz - chitarra
- Harold Hopkins - basso
- Eduardo Paniagua - batteria